# Kota Marudu
Huyện Kota Marudu là một huyện thuộc bang Sabah của Malaysia. Huyện Kota Marudu có dân số thời điểm năm 2010 ước tính khoảng 65807 người.